# LB Poraquê (LPR-03)
O LB Poraquê (LPR-03) é uma Lancha-Patrulha blindada pertencente à Marinha do Brasil. É dotada de alta velocidade, pesada blindagem, antichamas, e casco resistente a impactos. Essas características visam a adoção de uma embarcação capaz de fornecer um elemento supresa às operações, além de conferirem maior agilidade e mobilidade ao grupo. Portanto, o Poraquê tem como função principal o combate a crimes transfronteiriços, operando no Lago de Itaipu, protegendo a respectiva usina.